# Gunno Dahlstierna
Gunno Dahlstierna (Dahlstjerna; ur. 7 września 1661 w parafii Öhr w Dalslandzie, zm. 7 września 1709) – szwedzki poeta.

## Życiorys
Gunno Dahlstierna urodził się w parafii Öhr w Dalslandzie, gdzie jego ojciec był rektorem. Nosił nazwisko Eurelius. W 1677 rozpoczął studia na uniwersytecie w Uppsali. Po uzyskaniu dyplomu zaczął pracę w królewskim urzędzie geodezyjnym. W 1681 roku udał się w podróż służbową do Liwonii (Inflant). W 1787 roku, po przedstawieniu dysertacji naukowej w Lipsku, otrzymał propozycję objęcia katedry na tamtejszym uniwersytecie. Nie przyjął jej jednak i powrócił do kraju. W Szwecji nadal zajmował się pomiarami geodezyjnymi zleconymi przez króla Karola XI Wittelsbacha. W 1699 roku został zwierzchnikiem służby geodezyjnej. W uznaniu zasług król nobilitował go w 1702 roku, nadając mu nazwisko Dahlstjerna. Nowy szlachcic nie spoczął na laurach, ale kontynuował swoją pracę pomiarową i kartograficzną. Zjeździł wybrzeże Bałtyku, Liwonię, Rugię i Pomorze. Bezpośrednią przyczyną śmieci w 1709 miało być załamanie na wieść o klęsce wojsk szwedzkich pod Połtawą w starciu z armią rosyjskiego cara Piotra Wielkiego Romanowa.

## Twórczość
W chwilach wolnych od zajęć mierniczych, Gunno Dahlstierna zajmował się poezją. Była ona dla niego sposobem na umilenie sobie czasu spędzanego w podróżach związanych z pracą głównego geodety. Twórczość Dahlstierny jest nierówna pod względem artystycznym, ale niewątpliwie przewyższa on talentem współczesnych sobie rymotwórców szwedzkich. Poeta wykazywał skłonność do patosu i wybujałej uczuciowości, która jednak wynikała ze szczerego patriotyzmu. Jego znanym dziełem jest elegia na cześć Karola XI, zatytułowana Kungaskald wydana w Szczecinie w 1697 roku. Jest ona ułożona aleksandrynem, zorganizowanym w oktawy. Poemat ten ma charakter alegoryczny i jest bardzo pompatyczny, zawiera jednak udane strofy liryczne. Dahlstierna był reformatorem języka. Powiedziano o nim, że traktował język szwedzki równie po dyktatorsku, jak naród szwedzki traktowali Karol XI i Karol XII. W 1690 roku, również w Szczecinie, Dahlstierna wydał swoją parafrazę dzieła Pastor Fido Giovanniego Battisty Guariniego, opublikowanego sto lat wcześniej. Poza tym Dahlstjerna napisał dzieło Götha kämpavisa om Konungen och Herr Pede, w którym wojnę rosyjsko-szwedzka przedstawiono jako starcie Króla z Mistrzem Piotrem, czyli władcą Rosji. Utwór ten był tak popularny, że stał się balladą ludową.